# Leucopholis curvidens
Leucopholis curvidens är en skalbaggsart som beskrevs av Brenske 1896. Leucopholis curvidens ingår i släktet Leucopholis och familjen Melolonthidae. Inga underarter finns listade i Catalogue of Life.